# Inga Dauškāne
Inga Dauškāne (* 12. April 1980 in Riga) ist eine ehemalige lettische Skilangläuferin.

## Werdegang
Dauškāne nahm von 2001 bis 2016 an Wettbewerben der Fédération Internationale de Ski teil. Ab 2011 trat sie vorwiegend beim Scandinavian Cup an. Bei den nordischen Skiweltmeisterschaften 2011 in Oslo belegte sie den 70. Platz im Sprint. Ihre besten Resultate bei den nordischen Skiweltmeisterschaften 2013 im Val di Fiemme waren der 71. Platz im Sprint und der 25. Rang im Teamsprint. Bei den Olympischen Winterspielen 2014 in Sotschi erreichte sie den 65. Platz über 10 km klassisch und den 59. Rang im Sprint.